# An ninh năng lượng

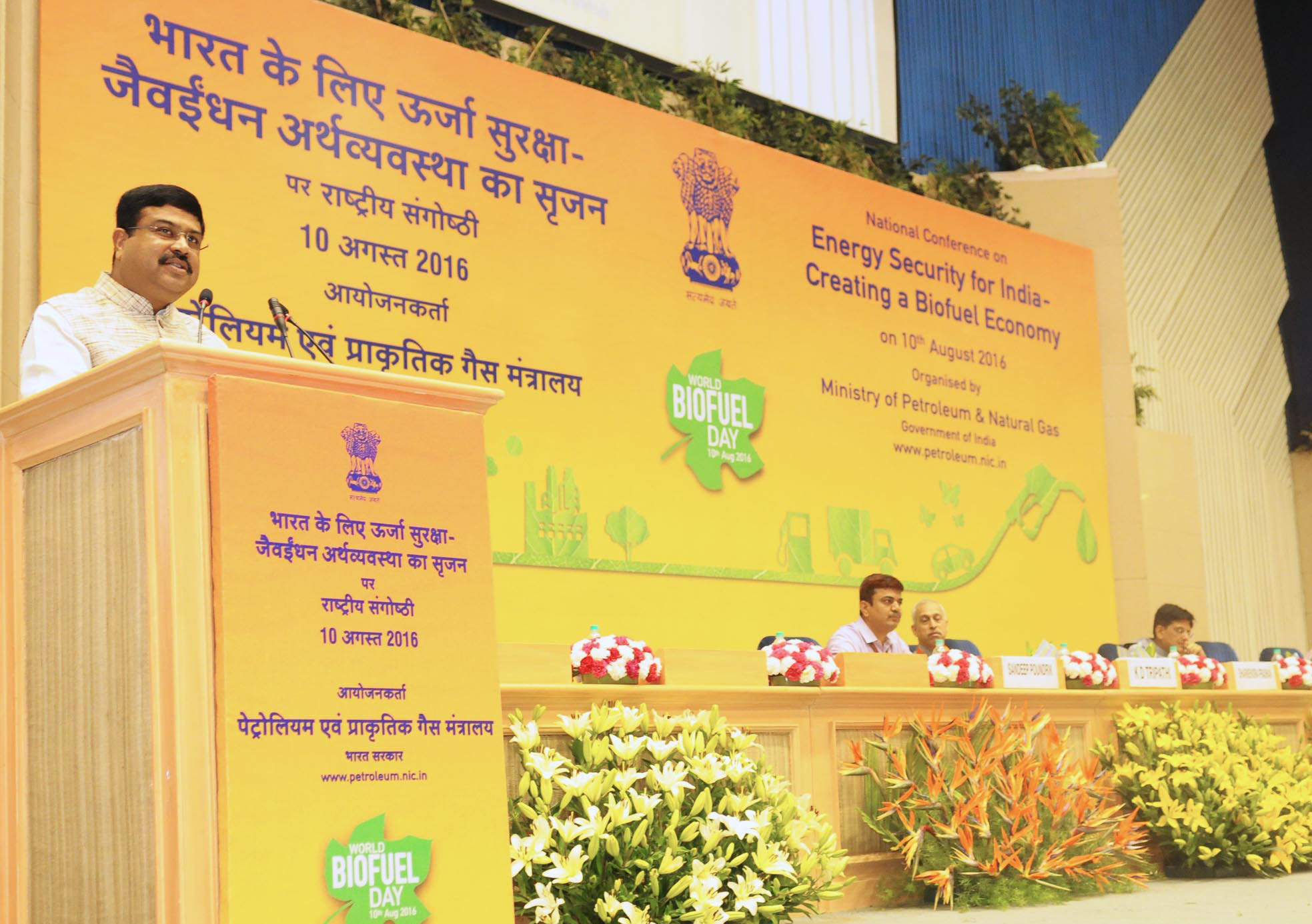
Hội nghị về an ninh năng lượng ở Ấn Độ

An ninh năng lượng (Energy security) là mối liên hệ giữa an ninh quốc gia và tính khả dụng của tài nguyên thiên nhiên cung ứng cho nhu cầu tiêu thụ năng lượng. Việc tiếp cận năng lượng giá rẻ hơn đã trở nên thiết yếu đối với hoạt động của các nền kinh tế hiện đại. Tuy nhiên, sự phân bổ không đồng đều của các nguồn cung cấp năng lượng giữa các quốc gia đã dẫn đến tính dễ bị tổn thương kinh tế đáng kể. Các mối quan hệ năng lượng quốc tế đã góp phần vào toàn cầu hóa của thế giới dẫn đến an ninh năng lượng và tính dễ bị tổn thương về năng lượng cùng một lúc. Các nguồn năng lượng tái tạo và các cơ hội đáng kể cho việc sử dụng năng lượng hiệu quả, nâng cao hiệu suất năng lượng và chuyển đổi năng lượng hiện hữu trên các khu vực địa lý rộng lớn, trái ngược với các nguồn năng lượng khác, tập trung ở một số quốc gia hạn chế. Việc triển khai nhanh chóng loại hình năng lượng gió và năng lượng mặt trời và hiệu quả năng lượng, cùng với sự đa dạng hóa công nghệ của các nguồn năng lượng, sẽ mang lại an ninh năng lượng đáng kể.

## Nguy cơ
Thế giới hiện đại ngày dựa vào nguồn cung cấp năng lượng khổng lồ để cung cấp nhiên liệu cho mọi thứ, từ giao thông đến truyền thông, đến hệ thống an ninh và chăm sóc sức khỏe. Chuyên gia về đỉnh dầu Michael Ruppert đã tuyên bố rằng cứ mỗi kilocalorie thực phẩm được sản xuất, chế biến trong thế giới công nghiệp, thì 10 kilocalorie năng lượng dầu khí được đầu tư vào các dạng phân bón, thuốc trừ sâu, bao bì, vận chuyển nông sản, lương thực thực phẩm và vận hành thiết bị nông trại để sản xuất nông nghiệp. Năng lượng đóng vai trò quan trọng trong an ninh quốc gia của bất kỳ quốc gia nào như là nhiên liệu cung cấp năng lượng cho động cơ vận hành nền kinh tế. Một số ngành phụ thuộc vào năng lượng nhiều hơn những ngành khác, ví dụ, ngành, lĩnh vực quốc phòng phụ thuộc vào dầu mỏ cho khoảng 77% nhu cầu năng lượng của mình. Các mối đe dọa đối với an ninh năng lượng của một quốc gia bao gồm:

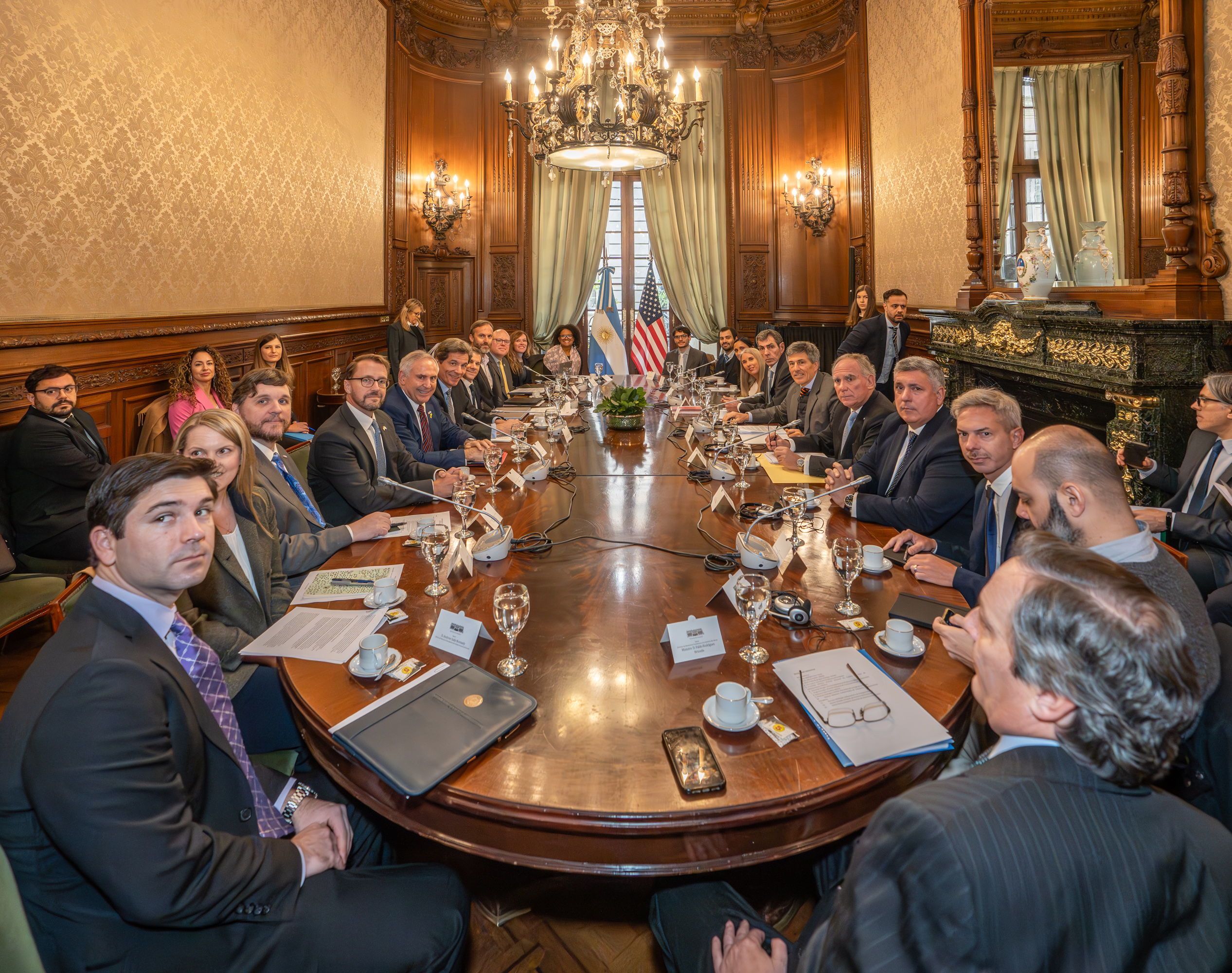
Một hội thảo về an ninh năng lượng

- Bất ổn chính trị trong nội bộ của các quốc gia sản xuất năng lượng lớn (ví dụ như sự thay đổi giá trị môi trường của giới lãnh đạo hoặc thay đổi chế độ, sự biến quốc gia)
- Sự phụ thuộc vào các quốc gia nước ngoài về dầu mỏ
- Xung đột trong nước giữa các quốc gia (chẵng hạn như nội chiến tôn giáo)
- Lợi ích của các nhà xuất khẩu nước ngoài (chẵng hạn như Quid Pro Quo/tống tiền)
- Các tác nhân phi nhà nước nước ngoài nhắm vào nguồn cung cấp và vận chuyển tài nguyên dầu mỏ (ví dụ như trộm cắp)
- Thao túng nguồn cung cấp năng lượng (ví dụ như tập đoàn lớn hoặc tống tiền do nhà nước hậu thuẫn)
- Cạnh tranh về các nguồn năng lượng, ví dụ: nhiên liệu sinh học (diesel sinh học, ethanol sinh học) so với các sản phẩm dầu (dầu thô, nhiên liệu chưng cất) so với than so với khí đốt tự nhiên so với hạt nhân so với gió so với mặt trời so với thủy điện (đập, bơm)
- Các kho dự trữ năng lượng không đáng tin cậy (ví dụ: thời gian quay tua bin để tạo ra điện lâu, hoặc lưới pin Li-ion nổ, hoặc đập thủy điện bơm bị tắc nghẽn)
- Các cuộc tấn công vào cơ sở hạ tầng cung cấp (ví dụ như các tin tặc xâm nhập vào hệ điều hành kích hoạt dừng bơm dòng chảy bên trong đường ống hoặc cố tình tăng đột biến lưới điện để tạo ra sự quá tải dẫn đến mất điện trên diện rộng)[8].
- Khủng bố (ví dụ: tấn công napalm dầu và/hoặc vào kho dự trữ nhiên liệu)
- Tai nạn, sự cố (ví dụ: mối hàn kém gây ra sự tích tụ mảnh vỡ trong đường ống)
- Thảm họa thiên nhiên (ví dụ: tuabin gió bị sập do động đất lớn)

Bất ổn chính trị và kinh tế do chiến tranh hoặc các yếu tố khác, chẳng hạn như các cuộc đình công, cũng có thể ngăn cản hoạt động bình thường của ngành năng lượng tại một quốc gia cung cấp. Ví dụ, việc quốc hữu hóa dầu mỏ ở Venezuela đã gây ra các cuộc đình công và biểu tình trong đó tỷ lệ sản xuất dầu của Venezuela vẫn chưa phục hồi. Các nhà xuất khẩu có thể có động cơ chính trị hoặc kinh tế để hạn chế doanh số bán ra nước ngoài hoặc gây gián đoạn chuỗi cung ứng. Kể từ khi Venezuela quốc hữu hóa dầu mỏ, tổng thống Hugo Chávez với quan điểm chống Mỹ đã đe dọa cắt nguồn cung cấp cho Hoa Kỳ nhiều hơn một lần. Lệnh cấm vận dầu mỏ năm 1973 đối với Hoa Kỳ là một ví dụ lịch sử trong đó nguồn cung cấp dầu mỏ cho Hoa Kỳ đã bị cắt đứt do Hoa Kỳ hỗ trợ Israel trong Chiến tranh Yom Kippur. Điều này đã được thực hiện để gây áp lực trong các cuộc đàm phán kinh tế—chẳng hạn như trong tranh chấp năng lượng Nga-Belarus năm 2007. Các cuộc tấn công khủng bố nhắm vào các cơ sở dầu mỏ, đường ống, tàu chở dầu, nhà máy lọc dầu và các mỏ dầu rất phổ biến đến mức chúng được gọi là "rủi ro trong ngành". Cơ sở hạ tầng để sản xuất tài nguyên rất dễ bị phá hoại. 
Một trong những rủi ro tồi tệ nhất đối với việc vận chuyển dầu là việc tiếp xúc với năm điểm nghẽn trên đại dương, như eo biển Hormuz do Iran kiểm soát. Ông Anthony Cordesman, một học giả tại Trung tâm Nghiên cứu Chiến lược và Quốc tế ở Washington, D.C., cảnh báo rằng "Chỉ cần một cuộc tấn công bất đối xứng hoặc thông thường vào một mỏ dầu Ghawar của Saudi Arabia hoặc tàu chở dầu ở Eo biển Hormuz có thể khiến thị trường rơi vào vòng xoáy". Các mối đe dọa mới đối với an ninh năng lượng đã xuất hiện dưới hình thức cạnh tranh gia tăng trên thế giới về các nguồn năng lượng do tốc độ công nghiệp hóa tăng nhanh ở các quốc gia như Ấn Độ và Trung Quốc, cũng như do tác động của biến đổi khí hậu gây hậu quả ngày càng gia tăng. Mặc dù vẫn là mối quan tâm của số ít người, khả năng giá cả tăng do việc đạt đỉnh sản lượng dầu thế giới cũng đang bắt đầu thu hút sự chú ý của ít nhất là chính phủ Pháp. Sự cạnh tranh gia tăng về các nguồn năng lượng cũng có thể dẫn đến việc hình thành các hiệp ước an ninh để cho phép phân phối dầu khí một cách công bằng giữa các cường quốc. Tuy nhiên, điều này có thể xảy ra với cái giá phải trả là các nền kinh tế kém phát triển hơn. Nhóm Năm, tiền thân của G8, lần đầu tiên họp vào năm 1975 để điều phối các chính sách kinh tế và năng lượng sau lệnh cấm vận dầu mỏ của người Ả Rập vào năm 1973, sự gia tăng lạm phát và sự suy thoái kinh tế toàn cầu.